# Курша-2
Ку́рша-2 — ныне несуществующий рабочий посёлок, располагавшийся на севере современной Рязанской области, примерно в 20 км к югу от Тумы. Название посёлка — парное названию посёлка при соседней железнодорожной станции. 3 августа 1936 года был уничтожен лесным пожаром.
Посёлок был основан для освоения и разработки запасов леса Центральной Мещёры. К 1930-м годам население насчитывало около 1000 жителей. Также там проживали и рабочие из соседних деревень Култуки и Голованово. В Куршу-2 была проведена узкоколейная железная дорога от участка Мещёрской магистрали Тума — Голованово, по которой лес отправлялся в Тумскую, а после обработки — в Рязань и Владимир. Посёлок относился к Тумскому району Рязанского округа Московской области.

## Пожар
Летом 1936 года в центре Мещерского края, в районе Чаруса, возник пожар. Из-за ветра огонь шёл по направлению к посёлку. В ночь со 2-го на 3-е августа в Куршу-2 прибыл поезд из порожних сцепов. Поездная бригада, знавшая о приближавшемся пожаре, предлагала спасти хотя бы женщин и детей, но диспетчер предпочла спасти заготовленный лес. Работа по погрузке продолжалась до подхода пламени. Сверху на брёвна посадили людей.
Когда поезд подошёл к мосту через небольшой канал в трёх километрах севернее Курши-2, деревянный мост уже горел. От него загорелись брёвна на сцепах, и вскоре пламя охватило весь состав. Люди, находившиеся в вагонах и на платформах, оказались в огненной ловушке.
По утверждениям очевидцев, в общей сложности в результате трагедии погибло 1200 человек: практически всё население посёлка, а также заключённые, работавшие на лесозаготовках, и красноармейцы, направленные на тушение пожара. Спастись удалось всего нескольким десяткам человек, причём большинство спасшихся не сели в злополучный поезд, а остались в Курше, где спрятались от пожара в колодцах, выгребных ямах и поселковом пруду.
Для оценки масштабов бедствия на место трагедии из Москвы приезжал председатель ЦИК СССР М. И. Калинин. На заседании Политбюро ЦК ВКП(б) 16 августа 1936 года было объявлено, что в результате пожара погибло 313 человек и ещё 75 получили тяжелейшие ожоги. Политбюро распорядилось предать суду по обвинению в преступной халатности директора лесокомбината, его заместителя, технического руководителя, главного инженера, председателя Тумского райисполкома, секретаря райкома ВКП(б) и начальника лесоохраны.
Советские средства массовой информации того времени умолчали о трагедии и её масштабах.
Вскоре после пожара посёлок был восстановлен, но после войны людей выселили, узкоколейку разобрали. На северо-восточной окраине поляны, недалеко от кирпичного фундамента, оставшегося от здания железнодорожной станции, находится большая братская могила. Остатки Курши-2 находятся на территории биосферного резервата Окского заповедника (Малаховское сельское поселение Клепиковского района).
В 2011 году на месте трагедии создан мемориальный комплекс, включающий поклонный крест, памятную доску и дорожный знак «Курша-2». Несмотря на плохую транспортную доступность (узкоколейка разобрана, попасть к бывшей Курше-2 можно только на вездеходе), место довольно популярно среди туристов и сталкеров.

## В культуре
- Трагедии в Курше-2 посвящена одноимённая композиция из альбома «Зона отчуждения» группы Velehentor, а также роман Р. Гусева «Курша-2. Чёрное солнце».
- «Призрачный посёлок Кукша» в романе Владимира Титова «Золото колдуна» списан с посёлка Курша-2.